# 阿莱西奥·切尔奇
阿莱西奥·切尔奇（義大利語：Alessio Cerci，1987年7月23日—）意大利足球运动员，司职边锋。因足球经理游戏CM03/04設定過強的缘故，切尔奇在中国大陆游戏玩家中知名度较高。
切爾奇在羅馬正式展開他的職業生涯，在為一隊上陣四場比賽後，他分別被租借到布雷西亚，比薩以及阿特蘭大。他在2009年返回羅馬並在時任教練拉涅利短暫地派遣上陣。他在2010年8月轉會到佛罗伦萨，但切爾奇在佛罗伦萨與球迷的關係極為緊張。在2012年，他加盟都靈，這也是他職業生涯最為成功的俱樂部。
在國際賽方面，切爾奇曾經代表意大利U16至意大利U21上陣。 他在2013年3月對陣巴西的友誼賽中首次為國家隊上陣。 其後更入選同年在巴西舉行的2013年聯合會盃意大利23人大名單。

## 球會生涯

### 羅馬

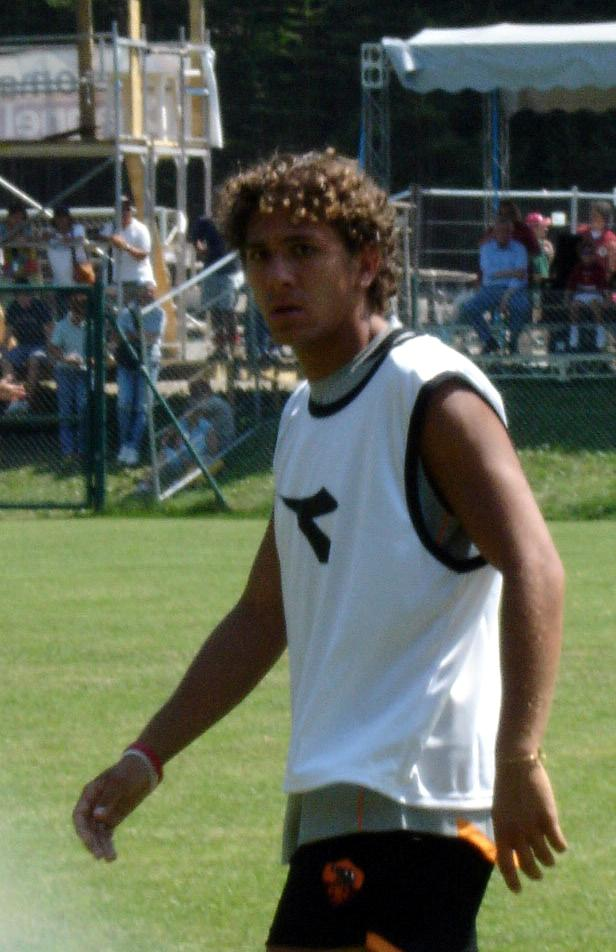
身着罗马队训练服的切尔奇（摄于2006年）

切尔奇成长于罗马青年队，是该队夺得2004年至2005年意大利青年足球联赛的主力球员。这一期间，因球风与法国球星蒂埃里·亨利近似，被昵称为“来自瓦尔蒙托诺的亨利”。2004年5月16日，2003年至2004年意大利足球甲级联赛最后一轮罗马对阵桑普多利亚，比赛进行到第77分钟，罗马队主教练法比奥·卡佩罗用切尔奇换下丹尼尔·科尔维亚，这是切尔奇第一次为罗马队出场比赛。在仅剩的15分钟比赛时间内，切尔奇表现积极，在一次与桑普多利亚后卫法尔科内的对抗中，过掉对手，险些破门得分。 2005年3月21日，切尔奇与罗马俱乐部签下一份总额354000欧元的职业球员合同，为期三年，合同期至2008年6月。但在2004-2005、2005-2006两个赛季内，切尔奇只获得4次出场机会，无一次首发。

#### 布雷西亞,比薩和亞特蘭大
2006-2007赛季，切尔奇被租借到意乙球隊布雷西亚。
2007-2008赛季，切尔奇被租借到位于托斯卡纳大区的比萨队，这是一支刚升上意乙的球队。比萨队主帅詹佩罗·文图拉将切尔奇放在右路作为边锋使用。此后不久在2007年9月9日，在与切塞纳队的比赛中，切尔奇攻入其在职业比赛中的第一球，并助比萨队获胜。两个月内，切尔奇在14场比赛中攻入8球，帮助比萨队在11月9日登顶意乙联赛积分榜。这个赛季切尔奇身着比萨队蓝黑色队服，在比赛中打入10球，其中在与摩德纳队与切塞纳队的比赛各攻入两球。
2008年4月19日，因膝伤缺阵两个半月的切尔奇伤愈复出，客场挑战莱切队，在比赛中，再次受伤被担架抬出。核磁共振检查结果显示膝前内侧半月板发炎、断裂，4月23日进行了修复手术，由皮埃尔·保罗·马里亚尼教授主刀。马里亚尼教授三天后还对意大利球星托蒂的类似伤情实施了手术。
2008年夏季，切尔奇被再次租借，这次是亚特兰大队。因为伤病原因，切尔奇为这支贝尔加莫市的球队出场次数较少。

### 重返罗马
2009-2010赛季，切尔奇重返罗马队效力。2009年8月27日，在罗马队与斯洛伐克科希策队比赛中，切尔奇打入其代表罗马队的第一球，罗马队最终4-0大胜（总比分7-1）。11月16日，欧洲联赛小组赛最后一轮，在罗马队客场挑战索菲亞中央陸軍，切尔奇独中两元，最终比分0-3，罗马队获胜。

### 佛罗伦萨

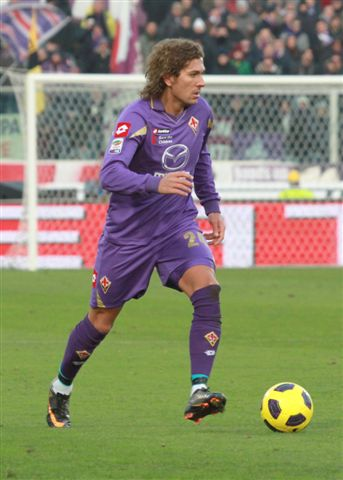
切尔奇為紫百合效力

2010年8月26日，切尔奇转会至費倫天拿，转会价格为4百万欧元，并签订了一份为期五年的合同。2010年11月7日，在与基爾禾的比赛中，切尔奇攻入其职业生涯首個意甲入球，助佛罗伦萨队1-0取胜。在2010-2011赛季末，切尔奇状态良好，五场比赛打入六个进球。然而，施斯與會方及球迷之間的關係並不融洽。 在效力費倫天拿期間，他被指過度縱情於城中的夜生活，也由於他的瑪莎拉蒂常亂泊於市中心而為人詬病。 又有一次，他因為違泊於警察預留車位後拒絕將坐駕駛走而遭罰款。
到了2011-2012赛季，施斯在意大利杯對陣薛達迪拿期間(2–1)射入杯賽第一球，並在聯賽揭幕戰對博洛尼亞(2–0)的兩個入球中首度開齋。 他反復在拉素、萊切及兩次對陣帕爾馬上展現自己的入球能力，但不穩定的表現和與球迷艱辛的關係讓他會否長留費倫天拿存在疑問。

#### 轉會傳言
根据英国媒体太阳报报道，英格兰足球超级联赛的曼城在當時主帥文仙尼的直接要求下有意于2011-2012赛季引进切尔奇。然而就在交易幾近達成之際，施斯決定留在佛羅倫斯以修補與當地球迷的衝突。

### 拖連奴
2012年8月23日，施斯以250萬歐羅的球員共享協議售予拖連奴。他在都靈與曾一起共事的比薩前教練雲杜拉故劍重逢。 他在9月1日對佩斯卡拉的處子戰中首次為拖連奴披甲， 並於9月30日對陣亞特蘭大時創造出3球助攻，成為該場賽事的主要功臣。 他在11月25日為栗軍首次入球，亦憑藉這一球以2比2戰和費倫天拿。 其後他在2013年1月13日射入本季第二球，以3比2在主場戰勝錫耶納。次循環他再次展現第一輪對佩斯卡拉表現，在客場攻入奠定勝局的第二球。 他在2月17日的賽事以2比1贏下亞特蘭大，並成功取得在都靈的第四個入球。
他在拖連奴的首個賽季以8個入球和8個助攻作結束，還在2012-13賽季的最後兩場賽事從基爾禾和卡坦尼亞身上取得入球。
同年6月20日，拖連奴為了確保能解決施斯來季的出場問題，向費倫天拿以馬爾科·巴基奇永久轉會另支付380萬歐羅買下與後者之間的球員共有協議。
在隨後的2013–14年球季，雲杜拉開始讓施斯出任輔鋒的位置多於以原本的右翼鋒出場，轉踢這個角色令他開始能進一步連場取得入球。 He scored his first goal of the season in the opening round against Sassuolo, won 2–0. He scored again in September against Bologna and Milan, before scoring his first brace for Torino against Hellas Verona on 25 September. He scored again on 6 October in a 2–2 draw away to Sampdoria, also providing two assists and a goal against Livorno on 30 October. On 3 November, Cerci ended Roma's record ten-match winning streak, scoring the 1–1 at home for Torino.
On 22 December, Cerci ended his mini goal drought, scoring the 4–1 against Chievo, also providing two assists. On 26 January 2014, he scored a decisive penalty against Atalanta to give Torino the win 1–0, and on 17 February, scored the second Torino goal in a 3–1 win away to Hellas Verona, breaking his personal record for goals scored during his season at Pisa. With teammate Ciro Immobile suspended, Cerci was the difference in a 2–1 against Cagliari, assisting the first goal and scoring the second on 30 March. On 13 April, Immobile and Cerci scored in stoppage time, Cerci with the last kick of the match, to secure a 2–1 win against Genoa. However, on the last match–day of the season, Torino initially missed out on an UEFA Europa League playoff spot to Parma in sixth–place when Cerci missed a decisive injury–time penalty in a 2–2 away draw against his former club Fiorentina. Nevertheless, Parma failed to obtain a UEFA licence, which meant that Torino, who finished seventh in Serie A, progressed to the third qualifying round of the 2014–15 Europa League in their place. This was the first time in 20 years that Torino had qualified for an UEFA club competition, with their last participation occurring in the 1993–94 European Cup Winners' Cup. Cerci ended his season with 13 goals and also 11 assists, the most in Serie A.

### 馬德里體育會
2014年9月1日，切爾奇與西甲豪門馬德里競技在夏季轉會窗最後一天簽訂三年合約，並穿上22號球衣。

#### 外借米蘭及熱拿亞
2015年1月5日，施斯與AC米蘭簽訂18個月租借合約重返意甲。作為達成協議的交換條件，費蘭度托利斯亦反之於同日以租借身份回歸馬體會。 施斯旋即在翌日完成他的處子戰，賽事最後以2比1敗於薩斯索羅手中。他在2015年4月4日作客巴勒莫的賽事中首次以米蘭球員身份入球，協助球隊以2比1嬴下賽事。
在2016年1月22日，施斯被轉借到熱拿亞。

### 維羅納
施斯在2017年7月10被維羅納簽下。

### 安卡華高古
2018年8月17日，施斯與土超首都球會安卡華高古簽訂三年合約。

### 沙蘭力坦拿
意乙球會沙蘭力坦拿在2019年8月7日簽入施斯。

### 阿雷素
施斯在2020年10月9日轉投意丙球會阿雷素。 他在2021年3月訓練期間發生爭執後被球會禁止參與操練，並於4月23日在雙方同意下結束餘下合約。

## 国家队
切尔奇曾代表意大利U16至U21各级国家青年足球队比赛。其中，2007至2009年曾入选意大利U21国家足球队。
2007年，因在比萨队赛季初的优异表现，切尔奇被意大利U21国家队主教练卡西拉吉招入队中，在与阿塞拜疆21岁以下国家足球队的比赛中首度出场，接乔文科助攻传球破门得分，最终意大利U21国家队3-0取胜(总比分5-0)。切尔奇因伤未能入选意大利国奥队，错过在中国举办的2008年夏季奥林匹克运动会男子足球比赛。切尔奇还随意大利U21国家队参加了在瑞典举办的2009年欧洲U-21足球锦标赛，但未出场。

## 技术特点
切尔奇可以担负中场两个边路的攻击任务，擅长在右路活动，可用左脚带球射门。
他的演出風格比較類似罗本。
從2013-14球季開始他成為一個常用的第二前鋒。

## 数据统计

### 球會
下列数据截至2023年03月16日。
| 赛季                   | 效力球队               | 联赛 | 联赛 | 联赛 | 国内杯赛 | 国内杯赛 | 国内杯赛 | 欧洲赛事 | 欧洲赛事 | 欧洲赛事 | 其他赛事 | 其他赛事 | 其他赛事 | 合计 | 合计 |
| 赛季                   | 效力球队               | 级别 | 出场 | 进球 | 级别     | 出场     | 进球     | 级别     | 出场     | 进球     | 级别     | 出场     | 进球     | 出场 | 进球 |
| ---------------------- | ---------------------- | ---- | ---- | ---- | -------- | -------- | -------- | -------- | -------- | -------- | -------- | -------- | -------- | ---- | ---- |
| 2003-2004              | 罗马                   | 意甲 | 1    | 0    | 意大利杯 | 0        | 0        | 歐協盃   | 0        | 0        |          | -        | -        | 1    | 0    |
| 2004-2005              | 罗马                   | 意甲 | 2    | 0    | 意大利杯 | 0        | 0        | 歐冠盃   | 0        | 0        |          | -        | -        | 2    | 0    |
| 2005-2006              | 罗马                   | 意甲 | 1    | 0    | 意大利杯 | 1        | 0        | 歐協盃   | 0        | 0        |          | -        | -        | 2    | 0    |
| 2006-2007              | 布雷西亚（租借）       | 意乙 | 21   | 0    | 意大利杯 | 2        | 0        |          | -        | -        |          | -        | -        | 21   | 0    |
| 2007-2008              | 比萨（租借）           | 意乙 | 26   | 10   | 意大利杯 | 2        | 0        |          | -        | -        |          | -        | -        | 28   | 10   |
| 2008-2009              | 亚特兰大（租借）       | 意甲 | 13   | 0    | 意大利杯 | 1        | 0        |          | -        | -        |          | -        | -        | 14   | 0    |
| 2009-2010              | 罗马                   | 意甲 | 9    | 0    | 意大利杯 | 2        | 0        | 欧洲联赛 | 8        | 3        |          |          |          | 19   | 3    |
| 为罗马效力期间         | 为罗马效力期间         |      | 13   | 0    |          | 3        | 0        |          | 8        | 3        |          | -        | -        | 24   | 3    |
| 2010-2011              | 費倫天拿               | 意甲 | 24   | 7    | 意大利杯 | 3        | 1        |          | -        | -        |          | -        | -        | 27   | 8    |
| 2011-2012              | 費倫天拿               | 意甲 | 23   | 5    | 意大利杯 | 3        | 3        |          | -        | -        |          | -        | -        | 26   | 8    |
| 為費倫天拿效力期間     | 為費倫天拿效力期間     |      | 47   | 12   |          | 6        | 4        |          | -        | -        |          | -        | -        | 53   | 16   |
| 2012-2013              | 拖連奴                 | 意甲 | 35   | 8    | 意大利杯 | -        | -        |          | -        | -        |          | -        | -        | 37   | 13   |
| 2013-2014              | 拖連奴                 | 意甲 | 36   | 13   | 意大利杯 | 1        | 0        |          | -        | -        |          | -        | -        | 26   | 8    |
| 為拖連奴效力期間       | 為拖連奴效力期間       |      | 71   | 21   |          | 1        | 0        |          | -        | -        |          | -        | -        | 72   | 21   |
| 2014-2015              | 馬德里體育會           | 西甲 | 6    | 0    | 國王杯   | 1        | 0        | 歐冠盃   | 2        | 1        |          | -        | -        | 9    | 1    |
| 2014-2015              | AC米蘭（租借）         | 意甲 | 16   | 1    | 意大利杯 | 2        | 0        |          | -        | -        |          | -        | -        | 18   | 1    |
| 2015-2016              | AC米蘭（租借）         | 意甲 | 13   | 0    | 意大利杯 | 2        | 0        |          | -        | -        |          | -        | -        | 15   | 0    |
| 為AC米蘭效力期間       | 為AC米蘭效力期間       |      | 29   | 1    |          | 4        | 0        |          | -        | -        |          | -        | -        | 33   | 1    |
| 2015-2016              | 熱拿亞（租借）         | 意甲 | 11   | 4    | 意大利杯 | 0        | 0        |          | -        | -        |          | -        | -        | 11   | 4    |
| 2016-2017              | 馬德里體育會           | 西甲 | 1    | 0    | 國王杯   | 1        | 0        | 歐冠盃   | 0        | 0        |          | -        | -        | 2    | 0    |
| 為馬德里體育會效力期間 | 為馬德里體育會效力期間 |      | 7    | 0    |          | 1        | 0        |          | 2        | 1        |          | -        | -        | 11   | 1    |
| 2017-2018              | 維羅納                 | 意甲 | 24   | 3    | 意大利杯 | 1        | 0        |          | -        | -        |          | -        | -        | 25   | 3    |
| 2018-2019              | 安卡華高古             | 土超 | 12   | 1    | 土耳其盃 | 4        | 4        |          | -        | -        |          | -        | -        | 16   | 5    |
| 总计                   | 总计                   |      | 285  | 56   |          | 26       | 8        |          | 10       | 4        |          | -        | -        | 321  | 68   |

## 榮譽

### 球會

#### 青年軍比賽
- 意大利青年足球联赛

罗马:2004-2005赛季意大利青年足球联赛冠军

### 國家隊
意大利
- 洲際國家盃: 第三名 2013

## 外部連結
- 馬德里競技官方檔案 （西班牙文）
- 都靈檔案 （页面存档备份，存于） （意大利文）
- （意大利文） Career statistics on aic.football.it （页面存档备份，存于） （意大利文）
- 阿莱西奥·切尔奇 – FIFA國際賽競賽紀錄 (存檔)
- 阿莱西奥·切尔奇－UEFA國際賽競賽紀錄